# بيتي ويليس (مصممة جرافيك)
بيتي ويليس (بالإنجليزية: Betty Willis)‏ هي مصممة جرافيك أمريكية، ولدت في 20 مايو 1923 في أوفرتون في الولايات المتحدة، وتوفيت في 19 أبريل 2015.